# Susan Rapp
Susan Gerard Rapp (Eden Prairie, 5 juli 1965) is een Amerikaans zwemster.

## Biografie
Rapp won tijdens de Olympische Zomerspelen van 1984 in eigen land de zilveren medaille medaille op de 200m schoolslag achter de Canadese Anne Ottenbrite. Op 4x100m wisselslag won zij de gouden medaille, Rapp allen in actie in de series.

## Internationale toernooien
| Jaar | Olympische Spelen                                                                    | Wereldkampioenschappen                | Pan-Amerikaanse Spelen            |
| ---- | ------------------------------------------------------------------------------------ | ------------------------------------- | --------------------------------- |
| 1983 |                                                                                      |                                       | 200m schoolslag · 200m wisselslag |
| 1984 | 7e 100m schoolslag · 200m schoolslag · 4x100m wisselslag · Rapp zwom enkel de series |                                       |                                   |
| 1985 |                                                                                      |                                       |                                   |
| 1986 |                                                                                      | 6e 200m schoolslag DQ 200m wisselslag |                                   |
| 1987 |                                                                                      |                                       |                                   |
| 1988 | 13e 200m schoolslag                                                                  |                                       |                                   |